# Aleksander Lozovskij
Salomon Lozovskij, ursprungligen Salomon Alexander Dridzo men senare känd under pseudonymen Aleksander Lozovskij, född 1878, död 1952, var en rysk politiker.
Lozovskij var ursprungligen metallarbeteare, men blev genom oförtruten energi ledara för den bolsjevikiska fackföreningsrörelsen och generalsekreterare i Röda fackföreningsinternationalen Profintern. Lozovskijs politiska verksamhet och författarskap inriktades huvudsakligen på att spränga Amsterdaminternationalen. Bland hans arbeten märks Amstrerdam eller Moskva (på ryska 1921), Die internationale Gewerkschaftsbewegung vor und nach dem Kriege (1924), Der grosse Stratege des Klassenkrieges (1924) samt Die Rote Gewerkschafts-Internationale im Angriff (1930).